# Quận Christian, Missouri
Quận Christian là một quận thuộc tiểu bang Missouri, Hoa Kỳ. Theo điều tra dân số năm 2000 của Cục điều tra dân số Hoa Kỳ, quận có dân số 54.285 người 2. Quận lỵ đóng ở Ozark 6

## Địa lý
Theo Cục điều tra dân số Hoa Kỳ, quận có tổng diện tích 564 dặm vuông Anh (1.460,8 km2), trong đó có 1 dặm vuông Anh (2,6 km2) là diện tích mặt nước.

### Xa lộ
- U.S. Route 60
- U.S. Route 65
- U.S. Route 160
- Route 13
- Route 14
- Route 125

### Quận giáp ranh
- Quận Greene  (bắc)
- Quận Webster  (đông bắc)
- Quận Douglas  (đông)
- Quận Taney  (nam)
- Quận Stone  (tây nam)
- Quận Lawrence  (tây)

## Thông tin nhân khẩu
Theo điều tra dân số 2 năm 2000, quận đã có dân số 54.285 người, 20.425 hộ gia đình, và 15.645 gia đình sống trong quận hạt. Mật độ dân số là 96 người trên một dặm vuông (37/kmТВ). Có 21.827 đơn vị nhà ở với mật độ trung bình là 39 trên một dặm vuông (15/kmТВ). Cơ cấu dân tộc của cư dân sinh sống ở quận này bao gồm 97,31% người da trắng, 0,27% da đen hay Mỹ gốc Phi, 0,56% người Mỹ bản xứ, 0,29% châu Á, Thái Bình Dương 0,03%, 0,42% từ các chủng tộc khác, và 1,13% từ hai hoặc nhiều chủng tộc. Khoảng 1,32% dân số là người Hispanic hay Latino thuộc một chủng tộc nào. 23,7% là của Mỹ, Đức 21,1%, 12,3% và 11,3% người gốc Anh gốc Ailen theo điều tra dân số năm 2000.
Có 20.425 hộ, trong đó 38,60% có trẻ em dưới 18 tuổi sống chung với họ, 64,00% là đôi vợ chồng sống với nhau, 9,30% có một chủ hộ nữ và không có chồng, và 23,40% là không lập gia đình. 19,10% hộ gia đình đã được tạo ra từ các cá nhân và 7,00% có người sống một mình 65 tuổi hoặc cao tuổi hơn. Cỡ hộ trung bình là 2,63 và cỡ gia đình trung bình là 3,00.
Trong quận này cơ cấu độ tuổi dân cư bao gồm 27,80% dưới độ tuổi 18, 8,10% 18-24, 31,70% 25-44, 21,80% từ 45 đến 64, và 10,60% từ 65 tuổi trở lên. Độ tuổi trung bình là 34 năm. Đối với mỗi 100 nữ có 94,70 nam giới. Đối với mỗi 100 nữ 18 tuổi trở lên, đã có 91,50 nam giới.
Thu nhập trung bình cho một hộ gia đình trong đã đạt mức USD 50.200, và thu nhập trung bình cho một gia đình là USD 58.806. Phái nam có thu nhập trung bình USD 31.929 so với 21.852 USD của phái nữ. Thu nhập bình quân đầu người là 23.873 USD. Có 7,10% gia đình và 9,10% dân số sống dưới mức nghèo khổ, bao gồm 13,20% những người dưới 18 tuổi và 7,80% của những người 65 tuổi hoặc hơn.